# Szelim
A Szelim héber eredetű arab névből származik; arabul eredetileg سليم – Salīm, magyarosan Szalím. Jelentése: ép, sértetlen, biztonságban lévő.

## Gyakorisága
Az 1990-es években szórványos név, a 2000-es években nem szerepel a 100 leggyakoribb férfinév között.

## Névnapok
- szeptember 28.[2]

## Híres Szelimek
- I. Szelim oszmán szultán (1512–1520)
- II. Szelim oszmán szultán (1566–1574)
- III. Szelim oszmán szultán (1789–1807)